# Мигел Диас-Канел
Мигел Диас-Канел (на испански: ‌Miguel Díaz-Canel) е кубински политик, избран за 19-и президент на Куба. Заема поста на 19 април 2018 г.
Преди това е първи заместник-председател на Съвета на министрите от 2013 г. до 2018 г. Той е член на Политбюро на Кубинската комунистическа партия от 2003 г. и е министър на висшето образование от 2009 г. до 2012 г.
Диас-Канел е избран за наследник на Раул Кастро като председател на Държавния съвет и на Съвета на министрите на 18 април 2018 г. и на следващия ден се заклева в длъжност.

## Ранен живот и образование
Мигел Диас-Канел е роден на 20 април 1960 г. в Пласетас, Виля Клара в семейство на начална учителка и работник на механична инсталация.
Завършва Централния университет в Лас Виляс през 1982 г. като електронен инженер и след това се присъединява към кубинските революционни въоръжени сили. От април 1985 г. той преподава в своя алма матер. През 1987 г. приключва международна мисия в Никарагуа като първи секретар на Комунистическия младежки съюз на Виля Клара.

## Политическа кариера
През 1993 г. Диас-Канел започва работа с Кубинската комунистическа партия и година по-късно е избран за първи секретар на провинциалния партиен комитет на провинция Виля Клара (позиция, равностойна на областен управител). Той печели репутацията си за компетентност в този пост, като през това време също се бори за ЛГБТ права в страна, която като държава е негативно настроена към хомосексуалните. През 2003 г. той е избран за същата позиция в провинция Холгуин. През същата година е избран за член на Политбюро на Кубинската комунистическа партия.
Назначен е за министър на висшето образование през май 2009 г., позиция, която заема до 22 март 2012 г., когато става вицепрезидент на Министерския съвет (заместник министър-председател). През 2013 г. той става първи вицепрезидент на Куба.

### Председател на Държавния съвет
Като първи вицепрезидент на Държавния съвет, Диас-Канел е заместник на президента Раул Кастро. През 2018 г. 86-годишният Кастро решава да се оттегли от президентството, макар че запазва най-силната позиция на първи секретар на Кубинската комунистическа партия. На 18 април 2018 г. Мигел Диас-Канел е избран за единствен кандидат за наследник на Кастро като президент. Той е избран с гласуване от Народното събрание на 19 април и се заклева в същия ден.
Партиен технократ, който е малко известен на обществеността, за него се очаква да предприеме предпазлива реформа на икономическите политики на своите предшественици, като същевременно запази социалната структура на страната. Той е първият президент, роден след Кубинската революция от 1959 г. и първият от 1976 г., който не е от семейство Кастро.

## Личен живот
Диас-Канел има две деца от първата си съпруга Марта, а живее с втората си съпруга Лис Куеста.